# 姚景元
姚景元（2001年9月13日—），出生于四川安岳，中国男歌手、男演员。前TF家族、台風少年团成員。

## 经历
2018年8月16日，随组合发行单曲《Wake up》，该歌曲表达了少年人们自信昂扬，不惧威胁的斗志；8月18日，随组合参加第三届粉丝嘉年华年度盛典，获得粉丝奖项“假奶协会终身名誉会员”；10月7日，與丁程鑫、馬嘉祺、宋亞軒、劉耀文組成台風少年團在重庆施光南大剧院举办出道首唱会正式出道，并发行《狼少年》、《像我一樣》双单曲、其後随组合发行的單曲有《夢相加》、《致青春》、《少年郎》、《騎士宣言》、《老媽最常說的十句話》及《姐姐戀愛吧》等。

2019年1月1日，随组合出席央视元旦晚会；2月4日，随组合首次登上中央广播电视总台春节联欢晚会（央视春晚）的舞台；2月16日，随组合舉辦北京演唱會；2月19日，随组合出席2019湖南卫视元宵喜乐会；3月30日，随组合参加的央视文化音乐节目《经典咏流传第二季》；4月12日，随组合为青春思辨励志校园剧《你好，对方辩友》演唱主题曲《热血的愿望》；4月24日，随组合出席湖南卫视“筑梦航天”中国航天日文艺晚会；4月25日，被评选为LikeTCCAsia中国区最美100张新面孔第73位；5月1日，随组合出席中国梦·劳动美——2019五一“心连心”特别节目，表演歌舞《青春跃起来》；7月19日，TF家族自製綜藝《台風蛻變之戰》首播，正式宣布台風少年團解散並重組，其后姚景元表达出专注影视发展意愿并无参与重组计划。

2020年9月13日，姚景元举办《光合生长》19岁个人生日会。

2021年3月31日，姚景元荣获中央戏剧学院表演专业全国第三名；7月26日，姚景元高考失利后发文致歉，并表示选择复读来年再战。

2022年5月，姚景元获得上海戏剧学院表演专业全国第44名、男生第22名；6月，姚景元被网友曝未通过高考文化课分数线；7月15日，姚景元发文配图写道：“直面失败，再战”，明示再次选择复读。
2023年7月，姚景元出现在浙江音乐学院2023级戏剧影视表演名单中，正式被录取。

## 影視作品
| 首播年份 | 劇名       | 角色   | 備註                               |
| -------- | ---------- | ------ | ---------------------------------- |
| 2024     | 逆风修车厂 | 林风   | 综艺《芒果新生班搭档季》中的实训剧 |
| 2024     | 归棹       | 陈俊立 | 网络剧                             |
| 待播     | 绝顶       |        | 微短剧                             |
| 待播     | 耀眼       |        |                                    |

## 代言
| 年份   | 品牌           | 品項                      | 備註                     |
| 2020年 | Whiteasy柏薇媞 | 魔法大使                  |                          |
| 2020年 | Jordan乔丹牙刷 | 环保星推官                | 2021年升為自然系列代言人 |
| 2021年 | 稚优泉         | 稚优泉x秦时明月联名星推官 |                          |

## 杂志写真
| 年份   | 发行刊数 | 杂志名称       | 備註       |
| 2020年 | VOL.22   | EASY           | 首個電子刊 |
| 2020年 | 四月刊   | 全新娛樂       | 电子刊     |
| 2021年 | 七月刊   | TALENT今日風采 | 實體刊首封 |